# Anna Chrzanowska
Anna Chrzanowska (ur. 1950 r.) – polska inżynierka mechaniczka. Absolwentka Politechniki Warszawskiej. Od 2011 r. profesorka na Wydziale Geoinżynierii, Górnictwa i Geologii Politechniki Wrocławskiej.